# Gonypeta punctata
Gonypeta punctata es una especie de mantis de la familia Mantidae.

## Distribución geográfica
Se encuentra en Asia.